# Jonas Wohlfarth-Bottermann
Jonas Wohlfarth-Bottermann (* 20. Februar 1990 in Bonn, Nordrhein-Westfalen) ist ein deutscher Basketballspieler. Der 2,08 m große Spieler steht beim deutschen Bundesligisten MHP Riesen Ludwigsburg unter Vertrag.

## Karriere
Der gebürtige Bonner begann im Alter von 15 mit Basketball, spielte in der Jugend des BSV Roleber, ehe er in der Altersklasse U18 in die Nachwuchsabteilung der Telekom Baskets Bonn wechselte.
Anfang Januar 2009 wurde er von den Telekom Baskets per Doppellizenz zu den SOBA Dragons Rhöndorf ausgeliehen. Dort sollte er helfen, den verletzten Topscorer Christopher Rojik zu ersetzen. Dies gelang und aufgrund seiner guten Leistungen auf dem Weg zum ProB-Meistertitel und der guten Bedingungen für seine weitere Entwicklung wurde Wohlfarth-Bottermann auch für die Saison 2009/10 an die Dragons ausgeliehen, stand darüber hinaus aber auch im Bonner Bundesliga-Aufgebot. Im Dezember 2009 kam er zu seinem Debüt in der Basketball-Bundesliga für die Bonner. Bis 2011 stand Wohlfarth-Bottermann im Kader der Rhöndorfer und wurde Stammspieler auf seiner Position.
Nach dem Abstieg der Dragons 2011 aus der 2. Bundesliga Pro A gab Wohlfarth-Bottermann bekannt, seine Zukunft in der Bundesliga zu sehen und auch die Telekom Baskets Bonn gaben bekannt, zur Saison 2011/12 fest mit ihm im Bundesliga-Aufgebot zu planen. Bis 2013 spielte Bottermann für Bonn, zur Saison 2013/2014 entschloss er sich jedoch, den Verein zu wechseln. Im Sommer 2013 wechselte der gebürtige Bonner zum ehemaligen deutschen Meister Alba Berlin. In seiner ersten Saison in der Hauptstadt stieß er mit Alba bis in die Endspielserie um die deutsche Meisterschaft vor, unterlag dort aber dem FC Bayern München. In 45 Spielen der Vizemeistersaison erzielte er im Schnitt 4,9 Punkte und 2,8 Rebounds und damit seine besten statistischen Werte seiner Berliner Jahre. Sein letztes Spiel für die Berliner absolvierte er im März 2016, anschließend musste er monatelang wegen einer Knieverletzung pausieren. Im Anschluss an die Saison 2015/16 erhielt Wohlfarth-Bottermann von Berlin keinen neuen Vertrag.
Im Januar 2017 wurde er von Ratiopharm Ulm unter Vertrag genommen, um dort nach seiner Knieblessur den Rehabilitationsprozess fortzusetzen und in den Spielbetrieb zurückzukehren. Am 28. Januar 2017 war die lange Verletzungspause beendet, er absolvierte seinen ersten Einsatz in einem Bundesligaspiel seit März 2016.
Im Juni 2017 wechselte er innerhalb der Bundesliga zu den Skyliners Frankfurt und nach zwei Jahren am Main dann Ende Juli 2019 zu den MHP Riesen Ludwigsburg. Ende Juni 2020 wurde er mit der Mannschaft deutscher Vizemeister, er erzielte im Saisonverlauf in der Bundesliga 4,4 Punkte und 4,3 Rebounds je Begegnung. In der Saison 2021/22 wurde Wohlfarth-Bottermann mit Ludwigsburg im europäischen Vereinswettbewerb Champions League Dritter und gewann damit die Bronzemedaille.
Nach drei Jahren in Ludwigsburg nahm der Innenspieler im Sommer 2022 ein Angebot des Bundesliga-Konkurrenten Hamburg Towers an. Wohlfarth-Bottermann blieb bis 2024 in Hamburg und ging dann nach Ludwigsburg zurück.

### Nationalmannschaft
2013 nahm er mit der deutschen Studierendennationalmannschaft an der Universiade in Kasan teil und war bester Korbschütze und Rebounder der deutschen Auswahl, die den zwölften Platz erreichte. Im August 2013 bestritt Wohlfarth-Bottermann sein erstes A-Länderspiel für Deutschland. 2022 gehörte er zur deutschen Mannschaft, die bei der Europameisterschaft 2022 den dritten Platz belegte.

## Erfolge
- Teilnahme am Finalturnier der NBBL
- Berufung in die U18-Nationalmannschaft
- Teilnahme am Albert-Schweitzer-Turnier 2008
- Vizemeister 2007/2008 mit den Telekom Baskets Bonn
- MVP des NBBL-Allstar-Games 2009
- Vizepokalsieger 2008/2009 mit den Telekom Baskets Bonn
- Vizemeister 2008/2009 mit den Telekom Baskets Bonn
- Meister der Pro B 2009/2010 mit den Dragons Rhöndorf
- Auszeichnung zum Youngster des Monats Januar 2011 der Pro A
- Berufung in die A-Nationalmannschaft 2013[20]
- Pokalsieger 2014 und 2016 mit Alba Berlin
- Deutscher Vizemeister mit Ludwigsburg 2020
- Bronzemedaille bei der Europameisterschaft 2022